# Statue-menhir d'Esplas
La statue-menhir d'Esplas est une statue-menhir appartenant au groupe rouergat découverte à Rebourguil, dans le département de l'Aveyron en France.

## Description
La statue a été découverte en 2011 dans le hameau d'Esplas dans un contexte inconnu. Elle a été sculptée et gravée sur une dalle de grès permien d'origine locale. Elle mesure 0,60 m de hauteur sur 0,68 m de largeur et 0,13 m d'épaisseur. Elle correspond au fragment supérieur d'une statue plus grande qui devait mesurer environ 1 m.
La statue est incomplète, outre la partie inférieure manquante, la partie supérieure a été endommagée dans sa partie gauche. Le visage est en partie effacé, seul l’œil droit est encore visible. Les autres caractères anthropomorphes discernables sont le bras et la main droite, le bras gauche sans la main et les seins. Il s'agit manifestement d'une statue masculine qui a été féminisée ultérieurement. Lors cette transformation, l'« objet » a été complètement effacé et un collier à deux rangs a été rajouté. En outre,  le personnage porte une ceinture à décor de chevrons et un baudrier. Sur la face postérieure, la statue comporte une bande sub-rectangulaire de forme arquée et terminée par un anneau, il pourrait s'agir de la représentation d'un arc et d'un carquois. Au bas du buste, plusieurs cupules sont visibles mais ne sont pas nécessairement contemporaines de la statue.
La statue est conservée au château d'Esplas..